# Imjin-gang

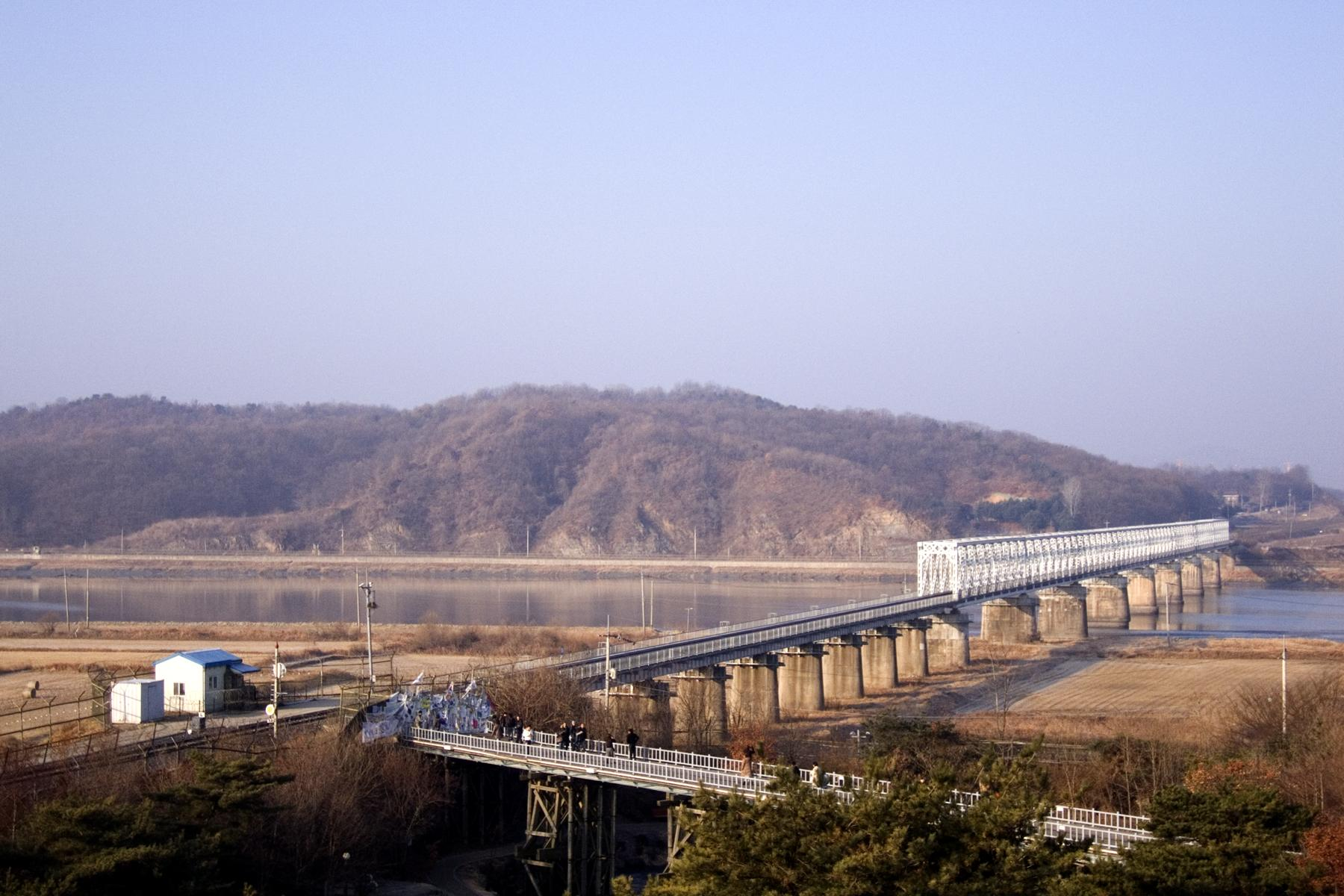
Imjin-gang

Imjin-gang (kor.: hangul 림진강, hancha 臨津江) – rzeka w Północnej i Południowej Korei. Długość rzeki wynosi 254 km, a całkowita powierzchnia dorzecza 8118 km².
Imjin-gang przepływa przez strefę zdemilitaryzowaną i wpada do rzeki Han-gang na północ od Seulu, w pobliżu jej ujścia do Morza Żółtego.
W 1592 r. rzeka była miejscem bitwy podczas trwającej 7 lat wojny japońsko-koreańskiej.